# Clathrina tetrapodifera
Clathrina tetrapodifera är en svampdjursart som beskrevs av Klautau och Valentine 2003. Clathrina tetrapodifera ingår i släktet Clathrina och familjen Clathrinidae.
Artens utbredningsområde är havet kring Nya Zeeland. Inga underarter finns listade i Catalogue of Life.